# Pożycie
Pożycie – wspólnota osób mająca wymiar cielesny, emocjonalny i gospodarczy o charakterze trwałym.
Cielesność pożycia wyraża się w zachowaniach seksualnych, emocjonalność w szczególnym, silnym i pozytywnym zaangażowaniu emocjonalnym do osoby pozostającej we wspólnocie, a gospodarczość we wspólnym dysponowaniu majątkiem partnerów (np. prowadzeniu wspólnego gospodarstwa domowego).
W znaczeniu węższym pożycie odnosi się jedynie do sfery cielesnej.